# Benz 33/75 PS
Der Benz 33/75 PS war eine Weiterentwicklung des Benz 37/70 PS.
Der Wagen war mit einem Vierzylinder-Reihenmotor mit 8430 cm³ Hubraum ausgestattet, der 75 PS (55 kW) bei 1400 min−1 entwickelte. Die Motorkraft wurde an über eine Lederkonuskupplung an ein Vierganggetriebe weitergeleitet und von dort über eine Kardanwelle an die Hinterräder. Die Höchstgeschwindigkeit lag bei 98 km/h, der Benzinverbrauch bei 29 l / 100 km. 1914 wurde noch ein Spezialmodell für die USA aufgelegt, dessen Motor einen Hubraum von nur 6532 cm³ hatte und 90 PS (66 kW) Leistung abgab.
Die Fahrzeuge waren nach wie vor mit Holz- oder Drahtspeichenrädern und blattgefederten Starrachsen ausgestattet. Das Fahrgestell kostete ℳ 19.000,--, der Runabout ℳ 22.500,--, die Limousine ℳ 24.000,-- und das Landaulet den gleichen Preis.

## Quelle
- Werner Oswald: Mercedes-Benz Personenwagen 1886–1986. 4. Auflage. Motorbuch Verlag, Stuttgart 1987, ISBN 3-613-01133-6, S. 55–56.